# Дэмиен Сэндоу
Аарон Стивен Хаддад (англ. Aaron Steven Haddad, род. 3 августа 1982 года) — американский профессиональный рестлер. Выступал в WWE под именем Дэмиен Сэндоу. Ранее появлялся в WWE под именем Айдол Стивенс (англ. Idol Stevens), а также выступал в Ohio Valley Wrestling, FCW и WWC. Стивенс обладатель нескольких титулов из разных федераций про-рестлинга.

## Краткая биография
Аарон Стивенс Хаддад родился 3 августа 1982 года в Вустере (штат Массачусетс). Его родители имели ливанские корни и родились в Ближнем Востоке. Сама фамилия Хаддад в переводе с арабского означает «кузнец». Аарон учился сначала в местной Центральной Католической Средней Школе, а потом в Вустерском Государственном Университете, где он специализировался в психологии.

### Ранняя карьера
Стивенса тренировал легендарный тренер Киллер Ковальски на Chaotic Wrestling, где Стивенс и дебютировал 23 июня 2001 года. В этом первом бою он проиграл Крису Харвею. Стивенс сформировал команду с Edward G.Xtasy, которая называлась One Night Stand. Они дважды дрались с Little Guido Maritato и Луисом Ортисом за Chaotic Wrestling Tag Team Championship и выиграли, но потеряли его через два месяца в бою с Джоном Уолтерсом и Винсом Викалло. В ближайшие несколько лет до подписания контракта с WWE он имел 3 титула — 2 раза Chaotic Wrestling Heavyweight Championship, и 1 раз Chaotic Wrestling New England Championship, но все их проиграл.
Стивенс дебютировал на World Wrestling Alliance 22 ноября и объединяется на нём с Edward G.Xtasy и с Джимми Снукой чтобы победить «Островных парней» (Экмо и Кимо) и Пэт Пайпер. Там же он дрался с Дэнни Дэвисом за WWA Heavyweight Championship, но проиграл его Джоне Эдельману.

### World Wrestling Enterteiment

#### Ohio Valley Wrestling (2002—2006)
Стивенс подписал контракт с WWE после проведённых пробных матчей против таких рестлеров как: Стивен Ричардс, Team Angle, Джонни Найтро и Мэйвен. Позже он был переведён в Ohio Valley Wrestling (OVW), где работал с 2002 по 2006 под именем Аарон «Айдол» Стивенс. На одном из домашних шоу в 2004 году Стивенс и Нова избили OVW Southern Tag Team Championship Криса Кейджа и Танка Толанда, что означало погоню Стивенса и его напарника за этим титулом.
4 января 2006 года Стивенс завоевал Championship OVW Television после замены Кена Доуна в матчах с Брентом Олбрайтом и тогдашним чемпионом CM Панком. Доуна избили до матча и его заменил Стивенс. После вмешательства Панка, который был ликвидирован раньше в матче с Олбрайт, Стивенс смог после удержания завоевать себе титул. 8 марта на телевидении Пол Бёрчилл поставил чемпионство Стивенса на кон в бою с Сетом Скайфайром.

#### SmackDown! (2006)
4 августа 2006 года Стивенс перешёл на SmackDown!, где дебютировал как Айдол Стивенс (наряду с Кейси Джеймсом). Обоих представила публике Мишель Маккул как «своих любимых домашних животных». Дважды он дрался с Фунаки и Скотти 2 Хотти, и в обоих случаях выиграл с помощью МакКул. На следующей неделе Стивенс и Джеймс победили WWE Tag Team чемпионов Пола Лондона и Брайана Кендрика в матче без титулов на кону. На шоу 18 февраля Стивенс и его напарник устроили засаду Tag Team чемпионам. Команды стали враждовать друг с другом, а Кендрик и Лондон завербовали себе в команду Эшли Массаро, чтобы она противодействовала МакКул. Вражда также затронула команду Джейми Нобла и Кида Кэша, которые тоже хотели получить Tag Team Championship. Джеймс и Стивенс получили на No Mercy 8 октября получили возможность завоевать титул, но не смогли. После этого оба были сняты с шоу и отправлены обратно в Ohio Valley Wrestling.

#### Возвращение в OVW (2007)
После удаления Стивенса из ростера WWE и того как Мишель Маккул была госпитализирована, Стивенс вернулся в OVW. По возвращении в OVW он проиграл Чарльзу Эвансу, но 14 марта 2007 он победил Пола Бёрчилла и завоевал титул чемпиона OVW. 9 мая, из-за активных возражений Коди Раннелса и Майка Мондо по поводу владения титулом Стивенса, состоялся ещё один бой Стивенса с Бёрчиллом, при чём последний отыграл свой титул. Пояс OVW объявили вакантным и назначили трёхсторонний матч со Стивенсом , Бёрчиллом и Джеем Брэдли, в котором победу одержал Бредли. Менеджеры снова назначили трёхсторонний бой за титул OVW, но на этот раз на кон поставили машину Стивенса и дом Бёрчилла — Бредли снова победил, получив кроме титула всё вышеперечисленное. Последний матч Стивенса на OVW был групповой 5 на 5, где он выступал на стороне Эла Сноу, Атласа ДаБоне, Чета Джетта и Кольта Кабаны против Майкла Круэла, Рамона, Рауля, Бельгийского Бролера и Владимира Козлова.

### Ohio Valley Wrestling (2008—2009)
Айдол ещё раз вернулся в OVW 12 декабря 2008 года, что было для всех сюрпризом, и победил чемпиона OVW в тяжёлом весе Энтони Бравадо в матче без дисквалификации, в матче без титула на кону. Эта победа гарантировала ему бой за этот титул. 26 ноября он выиграл пояс чемпиона OVW, став двукратным чемпионом. 3 декабря 2008 года Стивенс объединился в команду с Юджин чтобы принять участие в турнире за пояса южных командных чемпионов OVW. В первом туре они победили команду Тэта Лямбда Пси, однако спустя неделю проиграли команде Энтони Бравадо и Бака. 14 февраля 2009 Стивенс проигрывает свой титул OVW чемпиона Майку Мондо. Его последний матч был 11 февраля — это был матч-реванш за титул OVW, но Мондо сумел его защитить.

### World Wrestling Council (2009—2010)
Айдол вернулся в Пуэрто-Рико, в World Wrestling Council, но уже как протеже Хосе Чапарро и как член «American Family». Он дебютировал 28 февраля 2009 года, победив Ангела. Он победил BJ в матче за WWC Puerto Rico Heavyweight Championship, но потом проиграл его Шейну Сьюэллу. 15 августа 2009 года Стивенс и Шон Спирс победили «Гром и молнию» и стали новыми WWC World Tag Team чемпионами. Позднее у Стивенса началась вражда со Спирсом, которая закончилась на «Эйфории 2010». Далее Стивенс снова выиграл WWC Tag Team Чемпионство, но теперь уже с King Tonga Jr., победив «Гром и молнию». Но 31 октября «Гром и молния» отобрали свой титул обратно. 20 февраля 2010 года Чикано представил Стивенсу его нового командного партнёра — Брайана.13 марта Стивенс и Чикано победили «Гром и молнию» и снова завоевали титулы, но когда Стивенс объединился с Королём Тонгой младшим они их проиграли команде «Los Aerios»(Карлитос и Хирам Туа) 24 апреля 2010. Стивенс вернул своё WWC Tag Team чемпионство, объединившись с Аббадом и победив «Los Aerios» 11 июня 2010, и опять же потерял его ровно через месяц, 11 июля 2010 в трёхстороннем матче с BJ и Чикано. Его последний матч в WWC до подписания контракта с WWE был 31 июля 2010 — в нём он проиграл Джо Дону Смиту.

### Возвращение в WWE

#### Florida Championship Wrestling (2010—2012)
14 июня 2010 года было сообщено, что Стивенс подписал новый контракт с WWE, и изменил псевдоним на «Дэмиен Сэндоу», применяя при этом новыe приёмы. 3 декабря Сэндоу выиграл Florida Tag Team Championship с Тайтусом О’Нилом, победив команду Ксавье Вудса и Мэйсона Райана в матче за вакантный титул. Они проиграли чемпионство Ричи Стимботу и Сету Роллингсу 25 марта 2011 года. Проиграв титул, Стивенс отвернулся от О’Нила и вошёл в команду Лаки Кэннона, Аксаны и Максин. После распада группы Аарон стал выступать в амплуа «заносчивого» интеллектуала, перед этим победив Роллингса 22 сентября и выиграв у него FCW 15 Championship. 13 января 2012 года Сэндоу проиграл титул Ричи Стимботу.

#### Интеллектуальный спаситель немытых масс (2012)
6 апреля 2012 года на эпизоде SmackDown! Сэндоу, сохраняя свой образ интеллектуала, прочитал промо, в котором денонсировал современную популярную культуру и превозносил свои добродетели.
Через несколько недель он появился на эпизоде WWE SmackDown! 4 мая, где у него должен был состояться бой, но он отказался участвовать в запланированном матче с Дерриком Бэйтманом, мотивируя это тем, что аудитория ни пользы, ни выгоды для своего ума из его матча с этим противником не извлечёт. 18 мая на SmackDown! он снова отказался драться, на этот раз с Ёси Тацу, но тот обозвал Сэндоу трусом, за что Сэндоу избил его. На SmackDown! 25 мая Стивенс одержал свою первую победу в матче против Тацу.
На следующей неделе он отказался драться с Иезекиилом Джексоном, но впоследствии согласился и выиграл матч. На SmackDown! 8 июня Стивенс хотел атаковать Хорнсвоггла, над которым насмехался Джим Росс, но его успел остановить Тайсон Кидд, прежде чем он сделал это. На следующей неделе на SmackDown! Сэндоу победил Кидда. 29 июня на SmackDown он победил Зака Райдера и получил право сражаться за кейс на PPV Money in the Bank. Однако матч оказался неудачным для него, поскольку кейс выиграл Дольф Зигглер.
На 1000 эпизоде Raw Сэндоу столкнулся с D-Generation X и был возмущён их поведением, он заявил, что они портят аудиторию и учат её плохому; Он также заявил, что он станет мучеником, если Дегенераты его атакуют; Несмотря на это D-Generation X вместе провели на нём свои финишёры. После этого Сэндоу развязал вражду с Бродусом Клэем на эпизоде Raw 30 июня: Напал на Бродуса, когда тот смеялся на публике над видео с избиением Сэндоу с тысячного эпизода Raw. На следующей неделе на Raw Сэндоу атаковал Бродуса до запланированного на тот день матча. Стивенс и Бродус наконец померились силами в матче на Raw 20 августа, где Сэндоу победил после сворачивания; но поcле матча Бродус избил его.
На эпизоде SmackDown! 31 августа Сэндоу проиграл WWE чемпиону в тяжёлом весе — Шеймусу.

#### Альянс и фьюд с Коди Роудсом (2012—2013)
Затем Сэндоу вместе к Коди Роудсом напали на командных чемпионов WWE — Дэниела Брайана и Кейна, пообещав стать новыми командными чемпионами. Команду (Сэндоу и Роудс) назвали «Стипендиаты Роудса» (Team Rhodes Scholars) и через четыре дня приступили к участию в турнире, победитель которого получит право сражаться за титул командных чемпионов WWE с нынешними чемпионами (Дэниел Брайан и Кейн). «Стипендиаты» в тот же день на SmackDown! победили команду Братьев Усо в рамках турнира. На Raw 1 октября Сэндоу проиграл Шимусу. На следующей неделе на Raw «Стипендиаты» победили Зака Райдера и Сантино Мареллу, тем самым пройдя в финал турнира. В финале «Стипендиаты» победили Син Кару и Рэя Мистерио и стали претендентами № 1 на титулы. «Стипендиаты» получили возможность драться за титул с командой «Hell No» (Брайан и Кейн) на Hell in a Сell, но проиграли по дисквалификации и «Hell No» сохранили свои титулы. «Стипендиаты» на Main Event 14 ноября снова получили шанс выиграть титулы командных чемпионов, но снова потерпели поражение. На SmackDown! 23 ноября Сэндоу вызвал WWE интерконтинентального чемпиона Кофи Кингстона на бой за его титул, но Кингстон смог его защитить. В декабре 2012 года, пока Роудс не мог участвовать из-за травмы, Сэндоу начал поиски ученика. Сэндоу и Роудс воссоединились на Raw 10 декабря, где они победили Эпико и Примо, Братьев Усо и Игроков Прайм-Тайма (Даррен Янг и Тайтус O’Нил) в Fatal Four-Way Tag Team Elimination матче, за право боя с претендентами на титул командных чемпионов Син Карой и Рэем Мистерио на PPV TLC:Tables, Ladders & Chairs. Шесть дней спустя «Стипендиаты» победили на TLC Син Кару и Мистерио и снова стали претендентами № 1 на титул командных чемпионов. Они снова получили шанс выиграть титулы на следующем эпизоде Main Event, но снова проиграли Hell No. 7 января 2013 года Роудс и Сэндоу победили Hell No в матче без титула на кону за ещё одну попытку драться за титул. Бой за титулы состоялся на Королевской битве, но «Стипендиатов» снова ждала неудача.
После этого Сэндоу и Роудс решили распустить команду, но остаются при этом лучшими друзьями. Однако 17 февраля на Elimination Chamber они снова воссоединились, но потерпели поражение от Бродуса Клэя и Тенсая. На Money in the Bank предал Роудса, сбросив его с лестницы и сам снял кейс. После чего на следующем RAW Коди Роудс напал на Сэндоу после его поединка. На SmackDown, от 19 июля Дэмиен Сэндоу представил работу для Коди — это охранник чемодана Money in the Bank, но Коди вновь атаковал Сэндоу. В выпуске SmackDown от 26 июля, Коди украл чемоданчик Money in the Bank, а затем бросил его в мексиканский залив, Сэндоу бросился за ним, но не смог достать, и после поединка он вышел на ринг и стал обвинять родителей Коди в том как они воспитали своего сына. На RAW 28 октября реализовал свой кейс Mitb на Джоне Сине, но неудачно и стал вторым человеком который не успешно закэшил свой контракт. После этого у него завязался короткий фьюд с Дольфом Зигглером. На RAW от 2 декабря победил Дольфа Зигглера в матче за претендентство на Интерконтинентальный титул. На TLC 2013 уступил действующему чемпиону — Биг И Ленгстону.

#### Различные гиммики (2014)
В 2014 году Дэмиэн появлялся в различных образах:
- Магнето
- Лэнс Стивенсон (баскетболист)
- Индеец
- Шерлок Холмс
- Балерун
- Винс Макмен
- Брет Харт
- Шон Майклз
- Космонавт

#### «Дублёр»Миза(2014—2015)

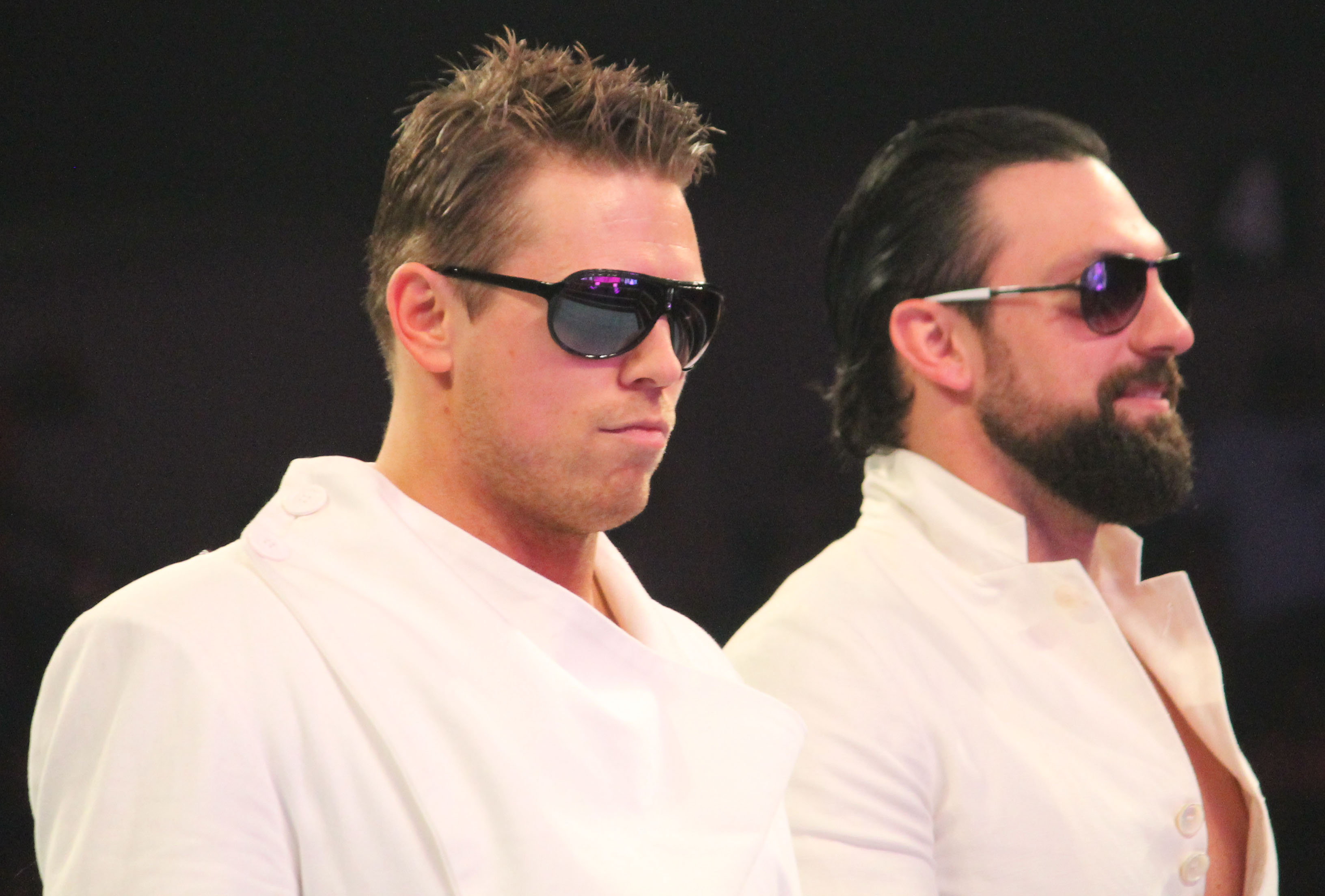
Миз и Дэмиен Миздоу на RAW.

На RAW от 25 августа Сэндоу вышел в образе Миза, назвав себя Дэмиеном Миздоу. После Night of Champions (2014) Миз начал враждовать с Чемпионом Соединённых Штатов WWE Шеймусом. Сначала он провёл несколько командных поединков со своим «дублёром» против Шеймуса и Зигглера. На Raw от 6 октября Миз победил Шеймуса после вмешательства Дэмиена Миздоу. На Raw от 13 октября Миз победил Шеймуса по отсчёту, вновь после вмешательства Миздоу.
На Survivor Series Миз и Миздоу победили в четырёхстороннем матче за командные пояса. На TLC (2014) проиграли Братьям Усо по ДК. На RAW от 29 декабря проиграли командные пояса Братьям Усо. На Royal Rumble (2015) Усо защитили титулы от Мизов. На этом же шоу Дэмиен вышел под номером 21, но того выкинул Русев.
На RAW от 9 марта появился в образе Уиза Халивы, то есть Дэмиен Уиздоу, где он также заявил об участии в Мемориальной Королевской Битвы имени Андрэ Гиганта на Wrestlemania XXXI выбыл последним. На RAW проиграл Мизу и вернулся к образу Дэмиэна Сэндоу. Вступил в конфронтацию с Кёртисом Акселем. На SmackDown! Сэндоу победил Акселя. На SmackDown! от 16 сентября Сэндоу, представ в старом образе аристократа победил в тёмном матче Адама Роуза. 6 мая 2016 года был освобождён из-под контракта с WWE. На данный момент, появление Сэндоу заявлено на шоу GFW vs. WrestlePro 11 июля.

#### Карьера после WWE (2016—2022)
После увольнения из WWE, Дэмиен дебютирует в TNA под именем Арон Рекс. Попал в турнир за Гранд чемпионство TNA. В четвертьфинале победил Тревора Ли, в полуфинале — Эдди Эдвардса. Так, Арон дошёл до финала, где ему предстоял бой с Дрю Гэллоувеем на Bound For Glory. Из-за травмы Дрю Рекс дрался с Эдди Эдвардсом на Bound For Glory и стал первым в истории гранд чемпионом TNA. Защитил титул от Джесси Годдерса на выпуске Impact после BFG, но на следующем выпуске проиграл титул Мусу, продержав титул неделю.
В начале 2017 года Сэндоу приостановил карьеру, перестав принимать букинг, однако в 2019 году вернулся в рестлинг, став участником шоу NWA. 24 мая 2022 года Сэндоу объявил о том, что завершает карьеру, и 11 июня на шоу «Alwayz Ready» состоится его прощальный матч против Тревора Мёрдока.

## Приёмы
- Финишеры
  - Как Дэмиен Миздоу
    - Skull-Crushing Finale[51] (Full nelson facebuster)
    - Figure Four Leg Lock

  - Как Дэмиен Сэндоу
    - Curb Stomp (Standing surfboard с последующим ударом ногой по голове)[52] — FCW
    - M14 (Arm trap snap swinging neckbreaker)[53] — FCW
    - Terminus[54] (Straight jacket neckbreaker)[55] — WWE
    - You’re Welcome (Full nelson slam)

  - Как Аарон Стивенс
    - Idolizer (Arm trap snap swinging neckbreaker)[1]
- Любимые приёмы
  - Как Дэмиен Сэндоу
    - Corkscrew neckbreaker[56]
    - Cobito Acquiet[57] / Elbow of Disdain[58] (Elbow drop, with theatrics)
    - Dropkick[59]
    - Full nelson turnbuckle smash[55][60]
    - Knee drop[61]
    - Russian legsweep[55][60][62]
    - Single underhook followed by multiple knee lifts[55][62]

  - Как Аарон Стивенс
    - Idol Lock (Figure four leglock)[1]

## Титулы и награды
- Chaotic Wrestling
  - Chaotic Wrestling Tag Team Championship (1 раз с Edward G.Xtasy)
  - Chaotic Wrestling Heavyweight Championship (2 раза)
- Florida Championship Wrestling
  - FCW 15 Championship (1 раз)
  - Florida Tag Team Championship (1 раз) с Тайтус O’Нил
- International Wrestling Association
  - IWA Hardcore Championship (1 раз)
- Ohio Valley Wrestling
  - OVW Heavyweight Championship (2 раза)
  - OVW Southern Tag Team Championship (1 раз) c Nova
  - OVW Television Championship (1 раз)
  - Third OVW Triple Crown Champion
- Pro Wrestling Illustrated
  - PWI ставит Стивенса на № 90 место из 500 лучших рестлеров на PWI 500 в 2012 году.
  - PWI ставит Стивенса на № 50 место из 500 лучших рестлеров на PWI 500 в 2013 году.
- World Wrestling Council
  - WWC Puerto Rico Heavyweight Championship (1 раз)
  - WWC World Tag Team Championship (5 раз) — с Shawn Spears (1), Chicano (1), King Tonga Jr. (2) и Abbad (1).
- World Wrestling Entrtainment
  - Money in the Bank 2013
  - Командный чемпион WWE 1 раз — с Мизом (1)

## Менеджеры
- Шелли Мартинес
- Бет Финикс
- Мишель МакКул
- Аксана
- Лаки Кэннон
- Мэксин
- Миз

## Музыкальные темы
- «Jesus Christ Superstar» — композитор Andrew Lloyd Webber (Indy)
- «New World Symphony» — композитор Антонин Дворжак (FCW)
- «Hallelujah Chorus» из Messiah Part II композитора Георга Фридриха Генделя (WWE; 4 мая 2012 — 25 августа 2014)
- «I Came to Play» (Downstait) — используется как в одиночных боях, так и в команде с Мизом (WWE; 25 августа 2014)
- "Pomp and Circumstance"[2] by Sir Edward Elgar (WWF)